# 霍存
霍 存（かく そん、? - 893年）は、五代後梁の将軍。洺州曲周の人。

## 生涯
幼い頃から堯勇であり騎射に優れていた。少年期に黄巣の乱に加わり、のちに武将となった。
黄巣が王満渡で朱全忠に敗戦した際に葛従周や張帰霸らと共に投降する。
秦宗権を攻撃したときには張至の陣営を破り、秦賢の騎兵隊を破り三千を殺した。
濮州を攻囲した時には、城壁より朱全忠を挑発した敵将を一矢で射殺し、これを称賛された。
晋王軍と遭遇した馬牢川の戦いでは、その勇戦によって晋王軍が戦いを避け撤退したため、魏州の淇門までこれを追撃した。
景福2年(893年)2月、時溥は朱全忠の大軍に包囲され、兗州節度使朱瑾に救援を求めた。朱瑾は2万の兵を派遣したため、霍存はこれに対する援軍として急行した。この石佛山の戦いでは、朱友裕と協力し、彭城近くの石仏山で朱瑾を大敗させるが、霍存は流矢によって戦死する。
朱全忠には、その忠勇を大変惜しまれ、後梁建国後には太保を追贈された。また、子の霍彦威は、後唐の明宗朝に青州節度使となった。